# Vitex benuensis
Vitex benuensis là một loài thực vật có hoa trong họ Hoa môi. Loài này được Engl. ex W.Piep. miêu tả khoa học đầu tiên năm 1928.